# Jean Joyet
Pour les articles homonymes, voir Joyet.
 (mai 2014).
Si vous disposez d'ouvrages ou d'articles de référence ou si vous connaissez des sites web de qualité traitant du thème abordé ici, merci de compléter l'article en donnant les références utiles à sa vérifiabilité et en les liant à la section « Notes et références ».
Jean Joyet, né le 25 mai 1919 à Saint-Victurnien et mort le 12 avril 1994 à Colombes, est un peintre, graveur, lithographe et sculpteur français de l'École de Paris.

## Biographie

### Formation

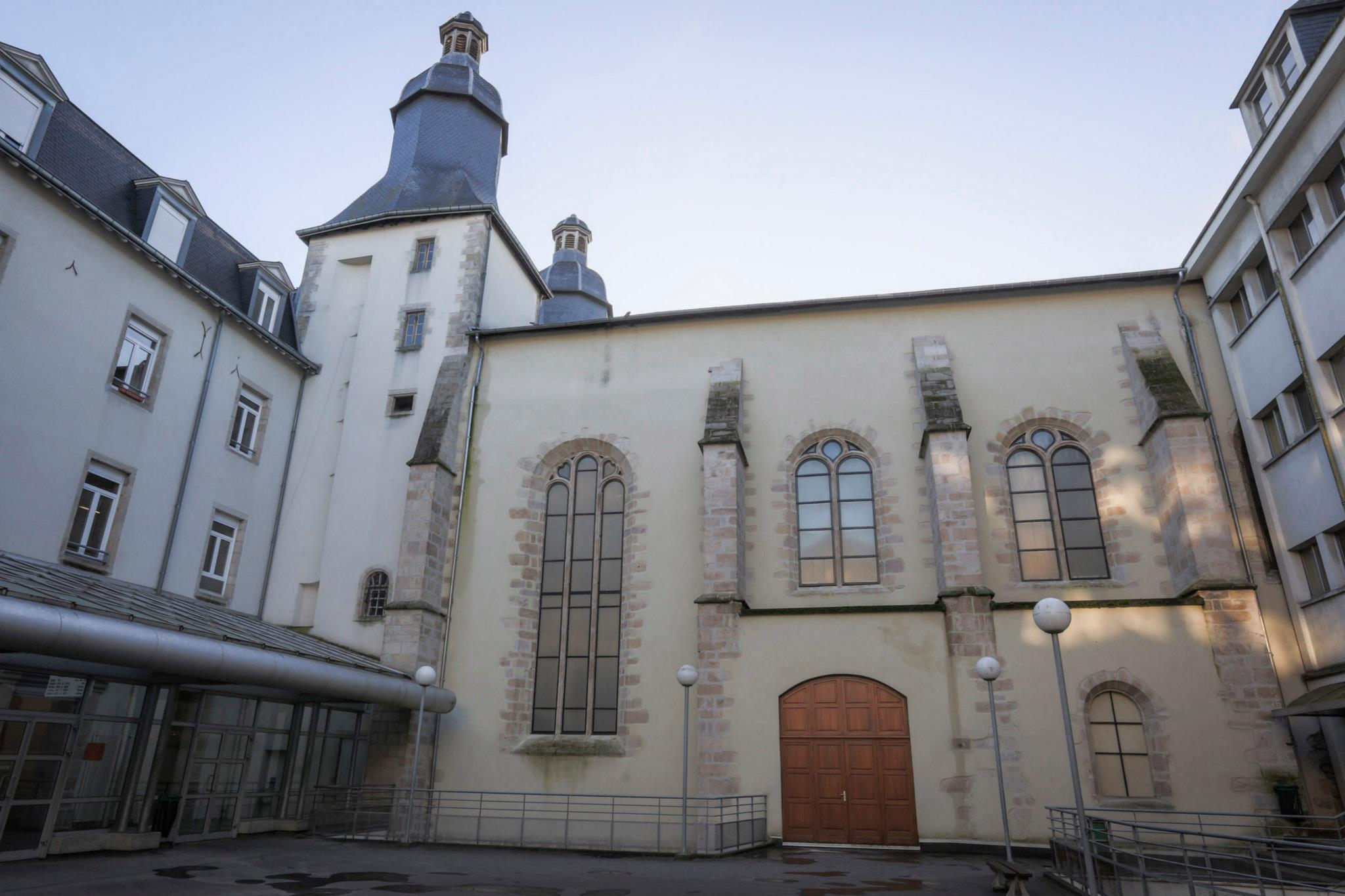
Lycée Gay-Lussac, Limoges

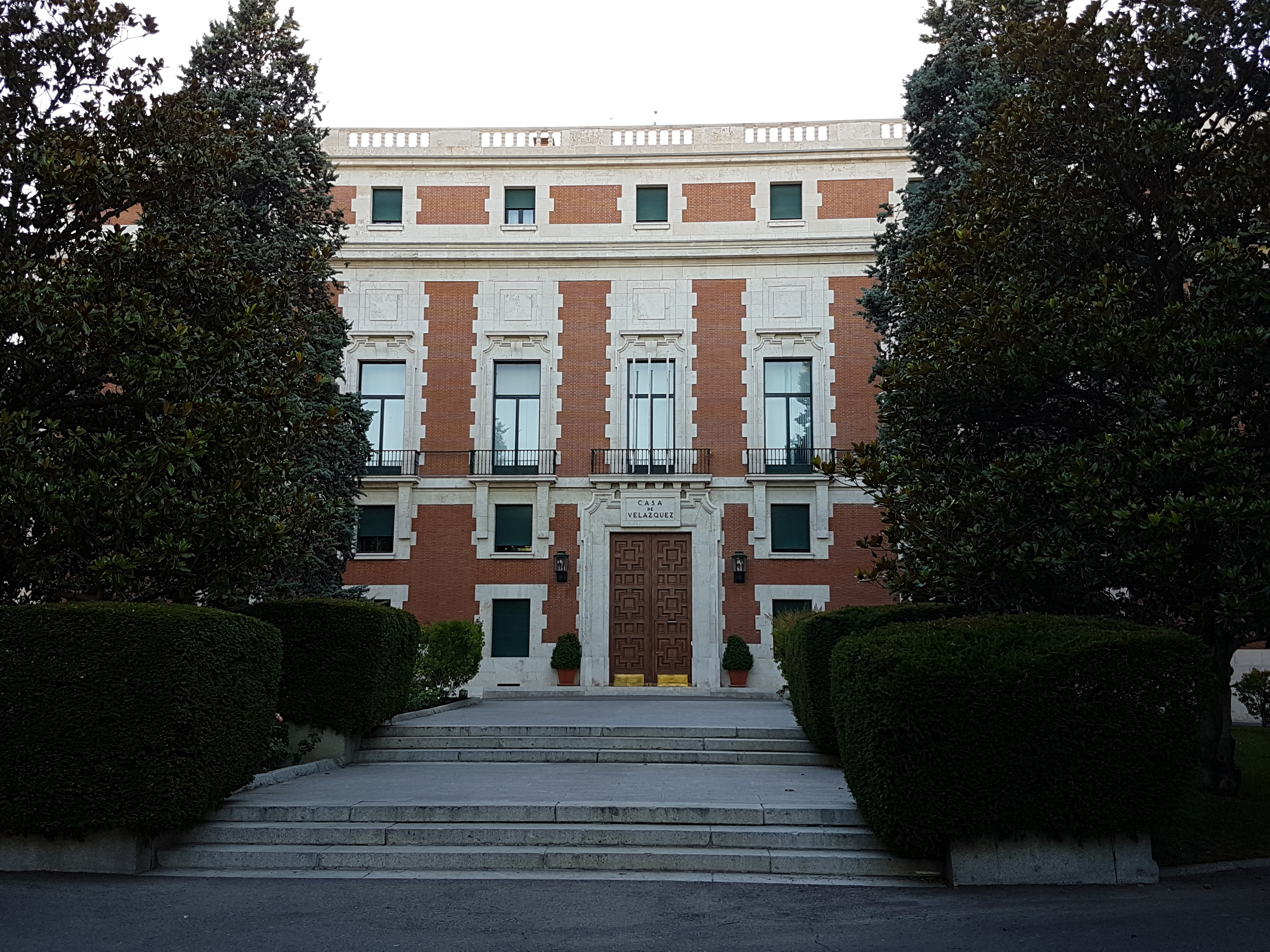
Casa de Velázquez, Madrid

Après des études classiques au lycée Gay-Lussac de Limoges (Haute-Vienne) où il se lie d'amitié avec l'helléniste Jean Plaud, qui deviendra professeur au Collège de France, Jean Joyet entre en 1938 à l'École des beaux-arts de Paris, puis participe comme officier à la Seconde Guerre mondiale.
Reçu au concours de l'École des beaux-arts de Paris après la guerre, il est admis dans les ateliers du peintre Jean Dupas et de René Jaudon pour la lithographie.

### L'influence espagnole
Lauréat du prix de la Casa de Velázquez, Jean Joyet séjourne pendant deux ans à Madrid, de 1951 à 1952. Ce séjour, où il perfectionne sa connaissance du castillan qu'il parle couramment, ainsi que son admiration pour Goya influencent profondément son œuvre de peintre et de graveur. Ses paysages et scènes de corridas, mais aussi ses caricatures d'hommes politiques français gravées sur cuivre, témoignent de cette influence. 
En 1951, Jean Joyet épouse une artiste peintre condisciple des Beaux-Arts, Marcelle Deloron. Il est sélectionné pour le Prix Drouant-David de la Jeune Peinture en 1955.

### Le peintre et le sculpteur
Dans les années 1960, Jean Joyet peint des maternités, des enfants, des nus, et se consacre de plus en plus à la sculpture. 
Il est lié aux autres peintres de la « Jeune peinture » de l'École de Paris, notamment Louis Vuillermoz, Jean-Pierre Alaux, Geoffroy Dauvergne et Maurice Boitel, dans le groupe duquel il exposait au Salon Comparaisons avec Paul Collomb, Noe Canjura, Daniel du Janerand, Louis Vuillermoz et André Vignoles.
Il a un atelier de 1952 à 1965 au no 17 rue Paul-Albert, et de 1952 à 1984 au no 7 rue Bachelet à Paris.
Jean Joyet meurt le 12 avril 1994 à Colombes.

## Illustrations
- Carnets d'Espagne (1951-1966), 73 reproductions de peintures et aquarelles exécutées lors de ses séjours en Espagne, éditions de Vialoube, 1993,  (ISBN 2877880117).
- Jean Berteault, La Jeune Fille et la Mort, L'Amitié par le Livre, 1980.
- Marcel Aymé, Le Passe-muraille, édition de 1987.

## Salons
- Salon de la Jeune Peinture[2].
- Salon d'automne : Portrait de Jean-François (peinture) ; Figure féminine (sculpture), 1983.
- Salon des indépendants : Prétexte floral ; Ubu roi (sculpture métal et pierre),1971.
- Salon d'Art sacré de 1971.
- Salon Comparaisons :
  - 1961.
  - 1976 : L'Homme et la petite fille, sculpture ;
  - 1980 : Le Cri, sculpture ; La Chouette, sculpture.
- Salon d'hiver de 1948.
- Salon de la Société nationale des beaux-arts dont il obtient le prix des Jeunes :
  - 1954.
  - 1957 .
  - 1987 : L'Enfant au poulet, gravure (no 890), illustration pour Le Passe Muraille de Marcel Aymé.
- 1er Biarritz - San Sebastian : École de Paris, peinture, sculpture, Musée San Telmo, Saint-Sébastien et Casino Bellevue, Biarritz, 1965[4].

## Expositions
- Exposition collective à la Maison des beaux-arts, 1949.
- Galerie Cardo Matignon, avenue Matignon, Paris 8e, 1957[2].
- Galerie la belle Gabrielle, à l'occasion de la réouverture le 5 mai 1959, au no 3 rue Norvins à Paris.
- Galerie Norval, no 14 rue des Beaux-Arts, Paris 6e, 1959 (avec Philippe Cara Costea et André La Vernède), 1962.
- Exposition organisée à l'occasion des États généraux du désarmement, Cercle Volney, Paris, mai 1963.
- Galerie Falvart, no 60 boulevard Malesherbes, Paris 8e, février-mars 1965.
- Galerie Dauphine, place Dauphine, Paris, les arthropodes, 1968.
- Paris, Biennale de sculpture, Formes humaines, 1980.
- Paris, Espace Cardin, La couleur dans la rue, juin 1977.
- Paris, Fondation Taylor, peintures et sculptures, rétrospective-hommage, novembre 2004.
- Saint-Victurnien, du 16 juillet 2011 au 15 août 2011, œuvres de Jean Joyet et de Marcelle Deloron, avec le concours de la municipalité et l'Association Jade.

## Récompenses
- 1948 : prix Chenavard de gravure.
- 1952 : prix de la Casa de Velázquez.
- 1958 : prix du Club du Tableau (avec André La Vernède).

## Collections publiques
En Espagne
- Madrid, collections de la Casa de Velázquez.

En France
- Albi, musée Toulouse-Lautrec.
- Paris :
  - École nationale supérieure des beaux-arts.
  - Fonds national d'art contemporain : dépôts au ministère de la justice à Paris, à l'hôtel de préfecture de la Drôme à Valence, à l'hôtel de sous-Préfecture de Grasse, à l'hôtel de préfecture de Meurthe-et-Moselle à Nancy, àl'École militaire d'administration de Montpellier.
  - musée d'art moderne de la ville de Paris : achat de quatre œuvres de 1957 à 1961.